# Polyéthisme
Le polyéthisme est une division du travail chez les animaux sociaux.
On en distingue au moins deux types :
- le polyéthisme de castes (appelé aussi polyphénisme) ;
- le polyéthisme d’âge.

Présent chez les insectes sociaux comme les fourmis, les abeilles et les termites, il détermine l’activité de l’individu selon son âge ou sa morphologie ; par exemple, au cours de sa vie, l’abeille aura différentes tâches à accomplir.

## Exemples
Polyéthisme d’âge chez l’abeille :
1. 3-4 premiers jours : l’abeille s’occupe du nettoyage des alvéoles.
2. 5-10 jours : elle nourrit la reine et les larves.
3. 11-16 jours : elle produit l'opercule de cire qui recouvre les alvéoles.
4. 12-22 jours : elle est gardienne à l’entrée de la ruche et la ventile.
5. 23-30 jours : elle devient butineuse jusqu’à sa mort.

Polyéthisme de castes chez les fourmis champignonnistes :
1. La ou les reines : elles sont les reproductrices et fondatrices de la colonie.
2. Les ouvrières (femelles non fécondes), il y a :
  - les maxima (appelées aussi soldates) : elles protègent la fourmilière ;
  - les intermedia : elles récoltent et transportent des morceaux de feuilles et de fleurs dans la fourmilière pour entretenir le champignon, elles prennent soin de la reine ;
  - les minima (les plus petites fourmis) : elles entretiennent le champignon, elles nettoient les fourmis plus grandes.
3. Les mâles (appelés aussi princes) : ils assurent la fécondation des reines, leur rôle s’arrête au transport des spermatozoïdes.